# Faymonville (entreprise)
Le Groupe Faymonville est un des principaux constructeurs de remorques spéciaux pour le transport de charges lourdes dans le cadre des transports exceptionnels et spéciaux. C'est resté une entreprise familiale belge depuis six générations.

## Histoire
La société a été créée à Rocherath, un petit village de la région germanophone de Belgique, au XIXe siècle en débutant avec une petite forge de village. Au début des années 1960, la principale activité de l'entreprise devient la fabrication et la vente de machines agricoles et de cabines pour tracteurs agricoles. En 1962, Berthold Faymonville construit un nouvel atelier de production pour la fabrication de véhicules forestiers destinés aux clients locaux et régionaux.
À la fin des années 1960, le premier semi-remorque est construit. En 1973, la première remorque surbaissée pour le transport du verre est construite. C'est ce type de produit qui va fortement influer sur le développement de la société Faymonville grâce au grand nombre de fabricants verriers de la région.
En 1977, Faymonville met au point un nouveau type de chargeur spécial pour le transport de verres de grandes dimensions. En 1980, la première semi-remorque extensible avec direction hydraulique est produite. Depuis, Faymonville s’est spécialisé dans le secteur des transports spéciaux.
Le site industriel de Rocherath, devenu trop petit, en 1988 la production s’est déplacée dans un nouveau site construit dans la région de Bullange toute proche. Les fils de Berthold Faymonville, Alain et Yves ont pris la direction de la société en 1991.
Avec l'évolution de la demande de transports spéciaux, dans les années 1990, la gamme s’est élargie. De nouveaux sites de production ont été ajoutés au Luxembourg en 2003 et en Pologne en 2006.
En 2017, le Groupe Faymonville rachète le constructeur italien Cometto, spécialiste mondial du développement et de la fabrication de modules de charge lourde, de véhicules modulaires automoteurs et de véhicules automoteurs de transports spéciaux de charges lourdes pour applications industrielles.

## La gamme de produits
La variété unique de produits offerts par Faymonville, Cometto et MAX Trailer a permis au Groupe Faymonville de s’affirmer en tant que fournisseur offrant une gamme complète de produits dans le secteur du transport lourd et des transports spéciaux. La gamme de marques du Groupe Faymonville comprend des solutions de transport pour des charges de service allant de 15 tonnes à 15 000 tonnes... et au-delà.
Le constructeur fabrique une gamme de semi-remorques, semi-remorques surbaissées, véhicules modulaires et, depuis l'intégration du constructeur italien Cometto, des véhicules automoteurs utilisés pour transporter tout ce qui est exceptionnellement lourd, long, large ou haut, comme la navette spatiale, Ariane 5 ou des navires ou des parties d'usines.
Le groupe Faymonville repose sur plusieurs sites de production :
- Luxembourg - site historique de Lentzweiler, fabrication le plus important du groupe, centre de recherche et développement pour les remorques simple et autoguidées,
- Belgique - usine automatisée et robotisée de Büllingen pour l'usinage de pièces mécaniques,
- Italie -  site de production spécialisé de Borgo San Dalmazzo-Cuneo pour les véhicules automoteurs de toutes tailles et puissances,
- Pologne - centre de fabrication de Goleniów, semi-remorques MAX Trailer et principal fournisseur de châssis de semi-remorques,
- Russie - usine de Noginsk, assemblage en CKD de différents produits traditionnels destinés au marché intérieur.

La capacité de production est d'environ 3.000 véhicules par an, pour des charges utiles allant de 15 à 15.000 tonnes...
Les sociétés du groupe :
- Faymonville - remorques et semi-remorques surbaissées pour des charges utiles de 20 à 500 tonnes, construites à la demande selon un système modulaire. Production de remorques de 2 à 10 essieux avec col de cygne déboîtable, une largeur standard de 2.540 mm et plus en convoi exceptionnel particulier, de longueur fixe ou télescopiques avec des essieux rigides, autovireurs ou directionnels, plateaux standard ou surbaissés. Fabrication également de semi-remorques tiroir et pour produits verriers. La gamme comprend également des véhicules modulaires tractés pour des charges allant de 20 à 250 tonnes.

Une gamme spécifique pour les transports exceptionnels aux États-Unis, pour des convois avec plusieurs tracteurs tireurs et pousseurs ; semi-remorques fixes ou extensibles à direction forcée d'une largeur pouvant atteindre 6,10 mètres et 53,60 mètres de longueur.  
- Cometto - véhicules automoteurs - Cometto est le spécialiste du développement et de la fabrication de modules lourds et de véhicules modulaires automoteurs pour des charges utiles allant jusqu'à 15.000t... et bientôt au-delà.

L'entreprise propose également des transporteurs spéciaux pour charges lourdes pour des applications industrielles : chantiers navals et sidérurgiques.
Plateformes modulaires automotrices avec 2 à 6 lignes d'essieux pour charges utiles maximales de 50 à 5.000 tonnes, acceptant jusqu'à 45 tonnes à l'essieu,
Transporteurs industriels à 12 lignes d'essieux fixes pour des charges allant jusqu'à 45 tonnes par essieu, pouvant être attelés par quatre, côte à côte et dos à dos. 
- MAX Trailer - remorques et semi-remorques pour des charges utiles de 15 à 60 tonnes construites avec des composants standardisés. Production en série pour obtenir une gamme de produits compétitifs composée de remorques de 2 à 6 essieux avec une largeur standard de 2.540 mm , de longueur fixe ou télescopiques avec des essieux rigides, autovireurs ou directionnels, plateaux standard ou surbaissés,

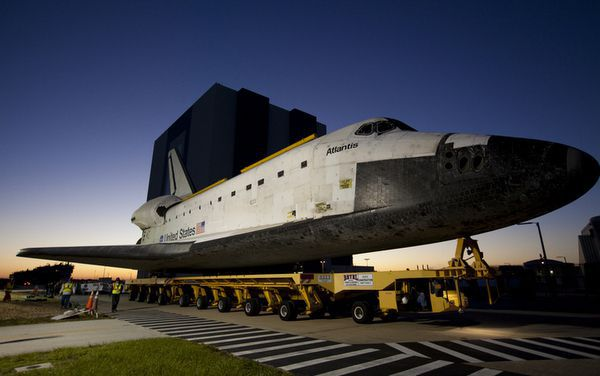
Module automoteur Cometto déplaçant la navette Atlantis

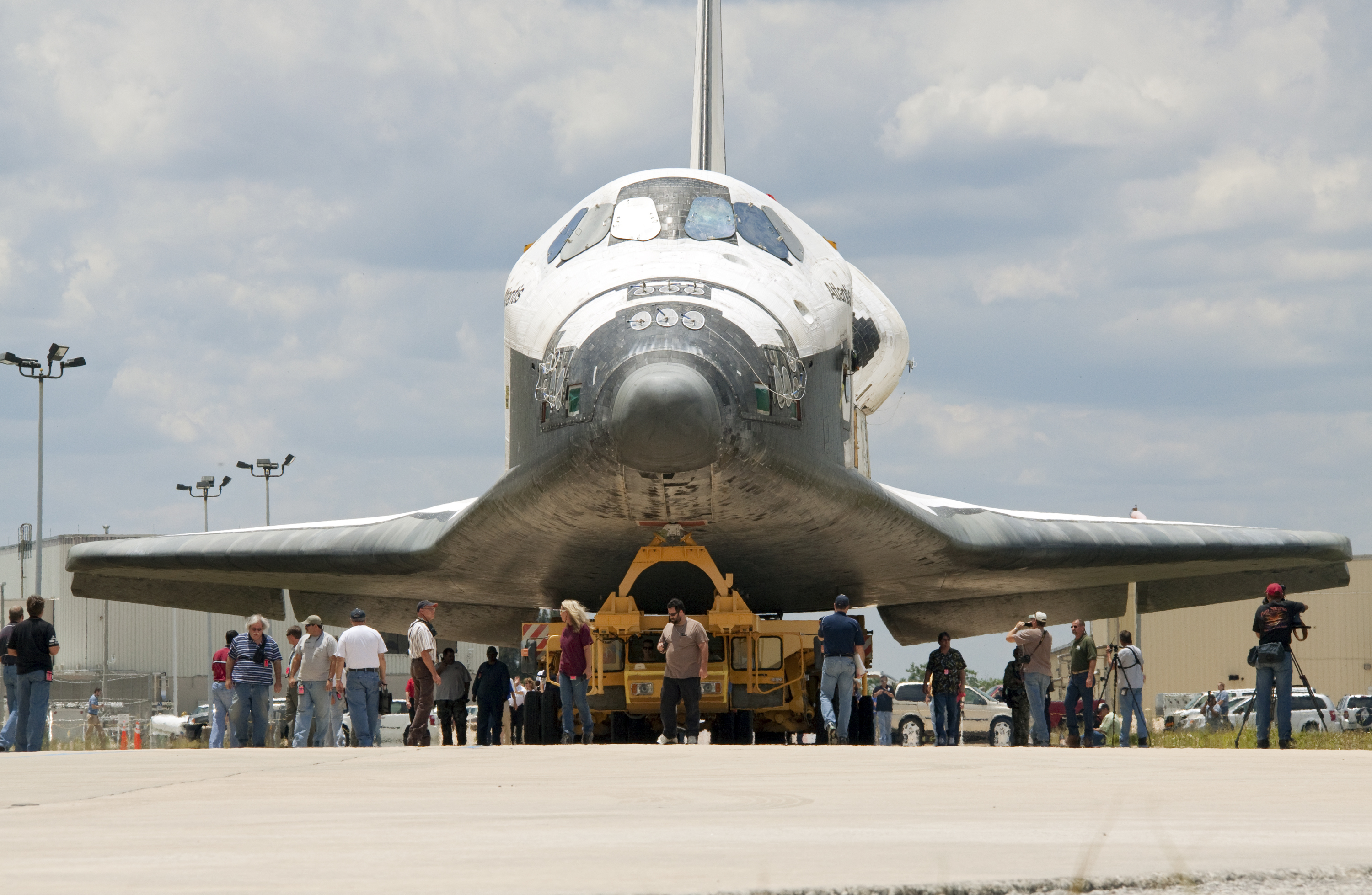
Module Cometto sous la navette Atlantis de face

En 1981, les ingénieurs de Cometto ont mis au point le premier et le plus grand système modulaire automoteur au monde de l'époque pour le client japonais Nippon Express pour transporter une charge de 3.000 tonnes.

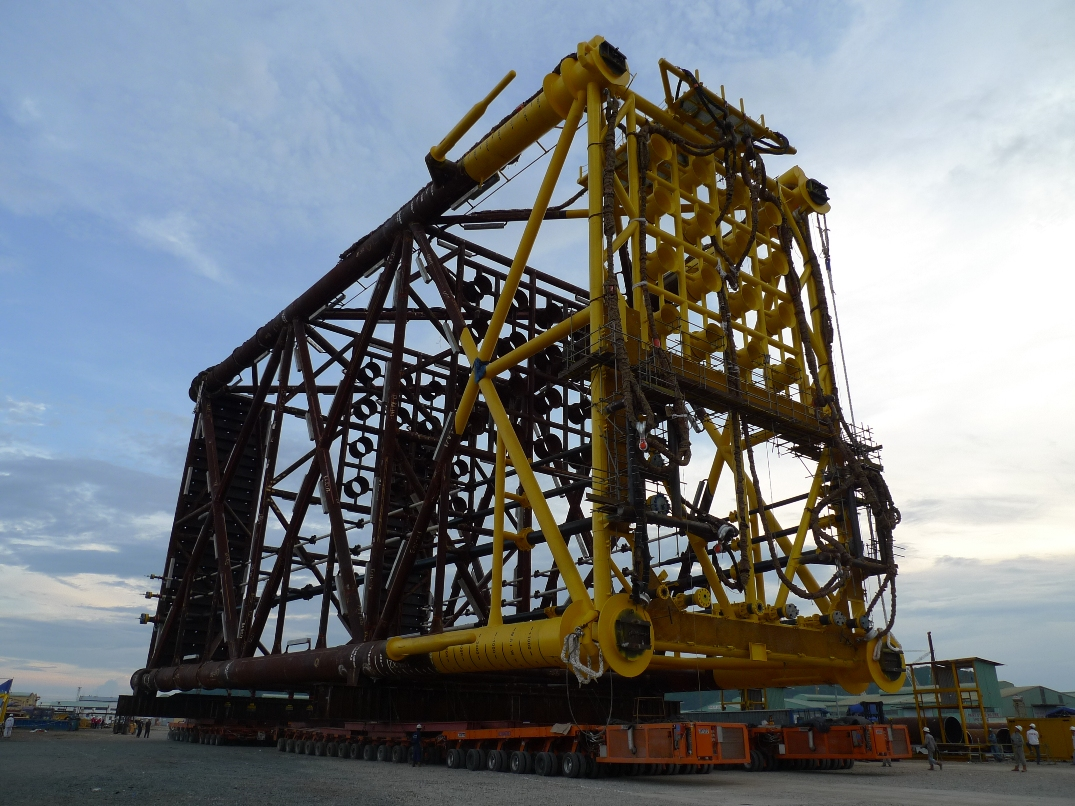
Transport sur des modules Cometto d'une charpente de 1.200 tonnes à Hanoi